# FlashForward – A jövő emlékei
A FlashForward – A jövő emlékei egy amerikai sci-fi televíziós sorozat. A premier az amerikai ABC csatornán volt látható 2009. szeptember 24-én. A sorozat Robert J. Sawyer kanadai író 1999-es regénye alapján készült. Magyarországon 2009. november 16-án kezdték vetíteni az AXN műsorán.

## Előkészületek
A pilot epizódot David S. Goyer és Brannon Braga írta Robert J. Sawyer kanadai író 1999-es regénye alapján.
A FlashForwardot eredetileg az HBO fejlesztette ki, de eladta az elővételi jogot, mert úgy vélte, egy nagyobb csatornán sokkal sikeresebb lenne. A sorozat megvásárlása és a pilot után, az ABC 13 részt rendelt be 2009 májusában. 2009. október 12-én már a teljes, 22 részes évadot vették meg. Ugyanezen a napon még további 3 résszel bővítették a megrendelést.

## Cselekmény
|  | Alább a cselekmény részletei következnek! |

2009. október 6-án az egész világ eszméletét vesztette 2 perc 17 másodpercre, és betekintést nyert a jövőjébe, mely kb 6 hónap múlva fog megtörténni. 2 perc 17 másodpercre mindenki a jövőben találta magát. Ki vagy mi okozta az ájulásokat? Megtörténhet-e még egyszer? Elkerülhető a látott jövő? Mark Benford és csapata ezekre a kérdésekre keresi a választ, miközben a jövő egyre csak közeledik...

## Szereplők

### Főszereplők
- Mark Benford (Joseph Fiennes): az FBI különleges ügynöke, Olivia Benford férje és Charlie Benford apja; gyógyult alkoholista. Jövőképében saját irodájában volt és kissé kapatos állapotban az ájulások után nyomozott, miközben ismeretlen fegyveresek megpróbáltak az életére törni.
- Dr. Lloyd Simcoe (Jack Davenport):  akadémikus a Stanford Egyetemen. Elvált, volt felesége az ájulás alatt halt meg. Van egy autista kisfia, Dylan. Előretekintésben Olivia Benford szeretőjeként látta viszont magát. Úgy gondolja, ő és kutatópartnere, Simon Campos felelősek a katasztrófáért.
- Dr. Simon Campos (Dominic Monaghan): kvantum-fizikus, Lloyd Simcoe partnere a kutatásokban. Elmondása szerint jövőemlékében azt látta, hogy megfojt egy férfit, valójában azonban egy különleges gyűrű segítségével ébren volt, amikor az ájulások történtek és ezért nincs valódi jövőemléke.
- Demetri Noh (John Cho): az FBI különleges ügynöke, Mark Benford társa. Jegyese Zoey Andata. Kitekintésében nem látott semmit, ezért attól tart, hogy meg fog halni.
- Dr. Olivia Benford (Sonya Walger): a Los Angeles-i kórház sebésze, Mark Benford felesége, Charlie Benford anyja. Ájulásakor egy szeretőt és házassága végét látta, így mindent megtesz azért, hogy ez a jövője ne következzen be.
- Dr. Bryce Varley (Zachary Knighton): fiatal sebész, felettese Olivia Benford. Az ájulás előtt öngyilkosságot akart elkövetni halálos betegsége miatt. Az ájulás után lelki egyensúlya rendbe jött, miután látta, hogy fél év múlva egy japán lánnyal hozza össze a sors.
- Stanford Wedeck (Courtney B. Vance): az FBI igazgatóhelyettese, a Los Angeles-i FBI iroda feje, illetve Mark csapatának felettese. Jövőképében a toaletten ülve újságot olvasott.
- Janis Hawk (Christine Woods): az FBI különleges ügynöke, Mark csapatának tagja. Víziójában éppen terhességi vizsgálaton volt, ám nem hiszi, hogy valaha is gyermeke születne, ugyanis egyedülálló és leszbikus.
- Aaron Stark (Brían F. O'Byrne): gyógyult alkoholista, Mark Benford támogatója és közeli barátja, elvált. Házassága megromlásában szerepet játszott lánya, Tracy Stark halála, aki Afganisztánban esett el, látomásában azonban életben volt.
- Nicole Kirby (Peyton List): a Benford család bébiszittere. Jó barátságban van Benfordékkal, illetve Aaron Starkkal. Retteg a jövőtől, jövőképében ugyanis saját vízbe fojtását vélte látni.

### Visszatérő szereplők
- Charlie Benford (Lennon Wynn):  Mark és Olivia Benford kislánya, bébiszittere Nicole Kirby. Jövőemlékét rossz álomként írta le, melyben kapcsolatban volt egy bizonyos "D. Gibbons-szal", illetve Dylan Simcoe-val.
- Dylan Simcoe (Ryan Wynott):  Lloyd Simcoe autista kisfia, anyja az ájulások során halt meg. Látomásából ismeri Charlie Benfordot, illetve annak anyját, Oliviát.
- Zoey Andata (Gabrielle Union): Demetri Noh menyasszonya. A kitekintésében esküvőjüket látta, ám később úgy véli, talán az Demetri temetése lehetett.
- Vreede (Barry Shabaka Henley): különleges ügynök, Mark csapatának tagja. Jövőképében éppen hazafele tartott az irodából.
- Al Gough (Lee Thompson Young): különleges ügynök, Mark csapatának tagja. Jövőemlékében hatalmas bűntudatot érzett, amiért miatta vesztette életét egy kétgyermekes Celia nevű nő. Hogy ezt elkerülje leugrik az FBI épületének tetejéről.
- Keiko Arahida (Takeucsi Júko): a Bryce Varley látomásában szereplő japán lány, akivel a látottak alapján egy étteremben fog találkozni.

## Epizódok
| # | Epizód címe                     | Első amerikai sugárzás | Első magyar sugárzás |
| --- | ------------------------------- | ---------------------- | -------------------- |
| 1 | No More Good Days               | 2009. szeptember 24.   | 2009. november 16.   |
| 2009. október 6-án globális katasztrófa következik be a világon; minden ember két perc tizenhét másodpercre elveszti eszméletét. A sokk után, miután mindenki magához tért, kiderül, ez nem csupán egy egyszerű ájulás volt, hanem a hat hónappal későbbi jövőt látták. Az eset után, Mark Benford különleges FBI ügynök csatlakozik a Stanford Wedeck vezette, Mozaik nevű külön csoporthoz, hogy kiderítsék, mi állhat a történtek hátterében. Míg Mark felesége, Olivia a kórházban menti meg egy kisfiú életét, Mark társa, Demetri aggódik, amiért ő nem látott semmit az ájulás alatt. Az ügynökség kezébe kerül egy biztonsági felvétel, melyen rejtélyes módon, az ájulás időpontjában egy férfi gondtalanul sétál egy detroiti stadion lelátója körül. |                                 |                        |                      |
| 2 | White to Play                   | 2009. október 1.       | 2009. november 23.   |
| A Mark jövőképében látott nyomokat követve, a csapat Utah államba jut, ahol egy bizonyos "D. Gibbsonnak" állítanak fel csapdát. Az akció egy elhagyatott babagyárban ér véget, ahol egy ismeretlen férfi lelő egy helyi rendőrnőt, majd elmenekül. Demetri aggodalmát alátámasztja, hogy a nőnek sem volt víziója, akárcsak neki. Olivia összetalálkozik jövőbeli szeretőjével, Lloyd Simcoe-val. Demetri telefonhívást kap, miszerint a közeljövőben valóban meg fogják gyilkolni. Martin kislánya, Charlie felfed egy részletet látomásáról. |                                 |                        |                      |
| 3 | 137 Sekunden                    | 2009. október 8.       | 2009. november 30.   |
| Mark és Janis kénytelen egy németországi börtönbe utazni, ahol egy idős, háborús bűnös náci szolgálna nekik információkkal, cserébe szabadon engedéséért. Míg ez ügyben folynak tárgyalások, Martin barátja, Aaron megpróbálja elérni, hogy exhumálják az Afganisztánban elesett lánya holttestét, ugyanis látomásában Tracy életben volt. Demetri menyasszonya, Zoey visszatér a városba, és különös dologról számol be jövőképével kapcsolatban. Az ügynökség elbúcsúztatja elhunyt ügynökeit. Fény derül rá, hogy hasonló ájulások már történtek a Földön, méghozzá 1991-ben, Szomáliában. |                                 |                        |                      |
| 4 | Black Swan                      | 2009. október 15.      | 2009. december 7.    |
| Mark és a csapat ezúttal a villanás napján elfogott, terroristákkal üzletelő nőt próbálják kivallatni, ám az csak egy szállodalánc nevével szolgál, ami végül csupán egy egyszerű kaliforniai drogdílerhez vezet. A kórházban Olivia összetűzésbe kerül kollégájával, Bryce-szal, amiért az le akar állítani egy műtétet. Charlie bébiszittere, Nicole újra munkát vállal a Benford családnál, és kétségbeesetten meséli el Martinnak, hogy látomásában éppen vízbe akarták fojtani. Lloydot felhívja tudóstársa, Simon, és kiderül, több közük van az ájulásokhoz, mint bárki gondolná. |                                 |                        |                      |
| 5 | Gimme Some Truth                | 2009. október 22.      | 2009. december 14.   |
| Míg a CIA-tól megszerzett műholdas felvételek még több kérdéseket vetnek fel, néhány Mozaikos -Wedeck, Martin, Al és Vreede- Washingtonba utazik, ahol egy hazugságvizsgálatot követően, felelősségre vonják őket a csoport létrehozásával kapcsolatban. Janis leszbikus kapcsolatba kerül egy nővel. Wedeck megpróbálja megzsarolni az elnököt. Olivia névtelen üzenetet kap, melyben az áll, hogy Martin a jövőképében visszaszokott az italra. A csapatot Washingtonban és Los Angelesben egyaránt támadás éri. |                                 |                        |                      |
| 6 | Scary Monsters and Super Creeps | 2009. október 29.      |                      |
| Janis a merényletet követően kórházba kerül, ahol Oliviáék stabilizálják az állapotát, a méhét azonban kiveszik. Halloween alkalmából a kórházban és a városban jelmezes programokat szerveznek, melynek során Lloyd fia, Dylan elszökik a kórházból, és a Benford házhoz megy. Martin felfigyel három maszkosra az utcán, amilyenek a jövőemlékében is szerepeltek, ám hiába kapja el az egyiket, nem jut vele előrébb. Demetri és Al kinyomozzák, hol tanyázott korábban az életükre törő banda, ám ott már csak hullákat találnak. Martin az otthonában találkozik Lloyddal, ami veszekedést okoz ő és Olivia között. |                                 |                        |                      |
| 7 | The Gift                        | 2009. november 5.      |                      |
| Martin, Demetri és Al rájönnek, hogy az interneten valaki olyan embereket toboroz, akiknek nem volt jövőképük, és veszi rá azokat öngyilkosságokra. Mivel valószínűleg ők állnak a támadások mögött is, megpróbálják leleplezni a bandát. Aaront felkeresi lánya volt iraki katonatársa, aki megerősíti, hogy Tracy meghalt. Nicole a kórházban besegít Oliviának, majd Bryce mellé szegődik, hogy segítsen megkeresni neki a látomásában szereplő ázsiai lányt. Demetri nem tesz eleget az esküvő előkészületeinek, ami következményekkel jár. Míg Aaront váratlan személy látogatja meg, Al a jövőemlékében látottak miatt öngyilkosságot követ el. |                                 |                        |                      |
| 8 | Playing Cards With Coyote       | 2009. november 12.     |                      |
| Tracy elmeséli apjának, hogy Irakban nem afgánok, hanem egy Jericho nevű társosztag próbált vele végezni, ezért kényszerült és kényszerül bujkálni. Mark és társai Barstowba érkeznek, hogy kikérdezzenek egy nőt, aki szemtanúja volt egy gyilkosságnak, melyben a tettesek a karjukon három csillagtetoválást viseltek - akárcsak Mark jövőképében a támadói. Lloyd és Simon pókerjátszmában döntik el, felfedjék-e a világ előtt felelősségüket az ájulásért. Janis és Wedeck a feljavított stadioni felvételen felfedezi, hogy a rajta lévő rejtélyes illetőnek egy gyűrű van az ujján. Mark a jövő megváltoztatása érdekében megöl egy embert. |                                 |                        |                      |
| 9 | Believe                         | 2009. november 19.     |                      |
| Aaron nehezen viseli, hogy Tracy inni kezdett, ráadásul Markkal is összeveszik, amikor az kérdőre vonja, ő küldte-e az sms-t Oliviának, melyben Mark jövőbeli alkoholizmusa áll. A csapat megtudja, hogy Demetrit már két hónapja megfigyelik a belbiztonságiak, és a birtokukban van a hangfelvétel, melyen a férfit ismeretlen nő hívta fel, és árulta el halálának időpontját. Bryce tovább kutat a látomásában szereplő lány után, majd miután biztosra veszi, hogy az Japánban tartózkodik, repülőre száll. Demetri kideríti, hogy a bizonyos hívás Hongkong kikötőjéből jött, így Wedeck utasítása ellenére, Markkal útnak indulnak oda. |                                 |                        |                      |
| 10 | A561984                         | 2009. november 26.     |                      |
| Lloyd és Simon rengeteg ellenséget szereznek maguknak, amikor nyilvánosság előtt kijelentik, hogy ők a felelősek az ájulásért. Simon ezt követően csatlakozik a Mozaikhoz. Mark és Demetri megtalálják a keresett perzsa nőt, aki azt állítja, Demetrit maga Mark fogja megölni saját fegyverével, majd az indulatok elszabadulnak. Janis a terhességgel kapcsolatban Bryce segítségét kéri. Zoey meglátogatja Demetri szüleit, hogy többet tudjon meg vőlegénye jövőjéből. Mikor Dylant Olivia közreműködésével egy másik kórházba helyeznék át, Lloydot fegyveresek elrabolják. |                                 |                        |                      |
| 0 | What Did You See?               | 2010. március 16.      |                      |
| Ez egy hosszú összefoglaló, mely az első 10 rész eseményeit veszi sorra. |                                 |                        |                      |
| 11 | Revelation Zero, Part 1         | 2010. március 18.      |                      |
| Mialatt Janis és Simon próbálnak Lloyd lakásán annak nyomára akadni, álarcosok jelennek meg, és Simont is elrabolják. Demetri kénytelen a Mozaikhoz frissen csatlakozott Vogel ügynökkel együttműködni, hogy megtaláljanak két eltűnt mentőst. Nicole megpillantja a kórházban a jövőképében szereplő férfit, ezért teljesen kiborul, Bryce próbál meg segíteni neki. Wedeck utasítására Mark elmegy egy terápiára, ahol sikerül felidéznie jövőképének hiányos darabjait. Lloydot ezalatt megpróbálják szóra bírni az ájulással kapcsolatban, amit nem ő okozott, csupán felerősített. |                                 |                        |                      |
| 12 | Revelation Zero, Part 2         | 2010. március 18.      |                      |
| Mark rátalál Lloydra és Simonra, és magánakciójával sikerül kiszabadítania őket. Simon Janis felügyelete alá kerül, ám a férfi egy trükkel elszökik, és Kanadába repül, ugyanis kishúgának nemrégiben nyoma veszett. Miközben felidézi, hogy ő az, aki a stadionban az ájulás alatt ébren sétálgatott, hamarosan ráébred, hogy korábban elhunyt apja haláláért és a katasztrófáért családja egyik barátja, Flosso a felelős, és húgát is ő tartja fogságban, ezért megöli. |                                 |                        |                      |
| 13 | Blowback                        | 2010. március 25.      |                      |
| |                                 |                        |                      |
| 14 | Better Angels                   | 2010. április 1.       |                      |
| |                                 |                        |                      |
| 15 | Queen Sacriface                 | 2010. április 8.       |                      |
| |                                 |                        |                      |
| 16 | Let No Man Put Asunder          | 2010. április 15.      |                      |
| |                                 |                        |                      |
| 17 | The Garden of Forking Paths     | 2010. április 22.      |                      |
| |                                 |                        |                      |
| 18 | Goodbye Yellow Brick Road       | 2010. április 29.      |                      |
| |                                 |                        |                      |
| 19 | Course Correction               | 2010.                  |                      |
| |                                 |                        |                      |
| 20 | The Negotiation                 | 2010.                  |                      |
| |                                 |                        |                      |
| 21 | Countdown                       | 2010.                  |                      |
| |                                 |                        |                      |
| 22 | Future Shock                    | 2010.                  |                      |
| |                                 |                        |                      |

## Csatornák
| Ország             | Csatorna       | Premier              | Megjegyzés            |
| ------------------ | -------------- | -------------------- | --------------------- |
| Kanada             | A.             | 2009. szeptember 24. | Csütörtökön 20:00-kor |
| Ausztrália         | Seven Network  | 2009. szeptember 28. | Hétfőn 20:30-kor      |
| Egyesült Királyság | Five           | 2009. szeptember 28. | Hétfőn 21:00-kor      |
| Oroszország        | Channel One    | 2009. október 2.     | Pénteken 23:00-kor    |
| Belgium            | BeTV           | 2009. október 4.     | Vasárnap 20:45-kor    |
| Szingapúr          | MediaCorp      | 2009. október 4.     | Vasárnap 22:00-kor    |
| Olaszország        | Fox            | 2009. október 5.     | Hétfőn 21:10-kor      |
| Spanyolország      | AXN            | 2009. október 5.     | Hétfőn 22:25-kor      |
| Spanyolország      | Cuatro         | 2009. október 6.     | Kedden 22:15-kor      |
| Portugália         | AXN            | 2009. október 7.     | Szerdán 22:25-kor     |
| Norvégia           | TV 2           | 2009. október 8.     | Csütörtökön 21:40-kor |
| Észtország         | Fox Life       | 2009. október 16.    | Pénteken 21:00-kor    |
| Horvátország       | AXN            | 2009. november 14.   | Szombaton 21:40-kor   |
| Lengyelország      | AXN            | 2009. november 14.   | Vasárnap 22:00-kor    |
| Szlovákia          | AXN            | 2009. november 16.   | Hétfőn 21:00-kor      |
| Csehország         | AXN            | 2009. november 16.   | Hétfőn 21:00-kor      |
| Magyarország       | AXN            | 2009. november 16.   | Hétfőn 21:00-kor      |
| Bulgária           | AXN            | 2009. november 18.   | Szerdán 23:00-kor     |
| Románia            | AXN            | 2009. november 16.   | Hétfőn 23:00-kor      |
| Franciaország      | TF1            |                      |                       |
| Írország           | RTE Television | 2009. ősz/tél        |                       |
| Németország        | ProSieben      | 2010.                |                       |
| Új-Zéland          | TV2            |                      |                       |
| Svédország         | TV4            |                      |                       |
| Japán              | AXN            | 2010. tavasza        |                       |
| Hollandia          | NET5           | 2010.                |                       |

## Fordítás
- Ez a szócikk részben vagy egészben  a   FlashForward (TV series) című angol Wikipédia-szócikk ezen változatának fordításán alapul.  Az eredeti cikk szerkesztőit annak laptörténete sorolja fel. Ez a jelzés csupán a megfogalmazás eredetét és a szerzői jogokat jelzi, nem szolgál a cikkben szereplő információk forrásmegjelöléseként.